# Dominik Merseburg
Dominik Merseburg, né le 15 septembre 1991, est un coureur cycliste allemand.

## Biographie
Durant son enfance, Dominik Merseburg pratique d'abord la natation puis le football. Il commence finalement le cyclisme en 2006 au RV Falke Donnersberg, à Göllheim,. 
En 2016, il intègre l'équipe continentale allemande Stradalli-Bike Aid. Au mois d'octobre, il participe au contre-la-montre par équipes des championnats du monde à Doha.

## Palmarès et résultats

### Palmarès par année
- 2020
  - Fricktal Cup[3]

### Classements mondiaux
| Année                                 | 2022  | 2023  |
| ------------------------------------- | ----- | ----- |
| Classement mondial                    | 3116e | 3309e |
| UCI Europe Tour                       | 1841e | nc    |
|                                       |       |       |
| Légende : nc = non classéSource : UCI |       |       |